# Метт Райф
Метью Стівен Райф (англ. Matthew Steven Rife, нар. 10 вересня 1995, Колумбус, Огайо) — американський актор і комік. Він найбільш відомий своїми власними комедіями «Тільки шанувальники» (2021), «Меттью Стівен Райф» (2023) і «Червоний прапор, що йде» (2023), а також своєю появою в серії комедійних змагань «Принесіть смішне».

## Біографія
Метт Райф народився в Колумбус, штат Огайо, і виріс у Норт-Льюїсбург.. Він також жив у Нью-Олбані та Маунт-Вернон. У нього четверо братів і сестер: три старші зведені сестри та одна молодша зведена сестра. Його батько, Майкл Ерік Гуцке, покінчив життя самогубством, коли Райфу було 17 місяців.

## Особисте життя
Зараз Райф проживає в Лос-Анджелес, Каліфорнія. Райф недовго зустрічався з англійською актрисою Кейт Бекінсейл у 2017 і 2018 роках. Райф згадав у своїй спеціальній комедії «Тільки шанувальники» (2021), що у нього клінічна депресія і тривожний невроз.

## Фільмографія

### Телебачення
| Рік       | Українська назва              | Оригінальна назва                       | Роль          |
| --------- | ----------------------------- | --------------------------------------- | ------------- |
| 2014      | Звичайний Джо                 | Average Joe                             | Денні         |
| 2015—2016 | Майже все                     | Gamer's Guide to Pretty Much Everything | Дойл О'Дойл   |
| 2016      | ЛПР: Ласкаво просимо до Ревун | WTH: Welcome to Howler                  | Джессі        |
| 2019      | Бруклін 9-9                   | Brooklyn Nine-Nine                      | Брендон Блісс |
| 2020      | Труднощі асиміляції           | Fresh Off the Boat                      | Логан         |
| 2021      | Берб патруль                  | Burb Patrol                             | Алекс         |

### Фільми
| Рік  | Українська назва                            | Оригінальна назва                               | Роль                              |
| ---- | ------------------------------------------- | ----------------------------------------------- | --------------------------------- |
| 2015 | кімната 236                                 | Room 236                                        | Метт / Premier Poker Club Orlando |
| 2017 | Другокурсник Рік                            | Sophomore Year                                  | Джейк Райкер                      |
| 2018 | Чорний гарбуз                               | Black Pumpkin                                   | Спалах                            |
| 2019 | Переслідування мого лікаря: Кошмар лунатика | Stalked by My Doctor: A Sleepwalker's Nightmare | Лео                               |
| 2021 | Після масок                                 | After Masks                                     | Вовк                              |
| 2021 | Ліфт                                        | The Elevator                                    | Майкл                             |
| 2021 | Посилання на смерть                         | Death Link                                      | Даррін                            |
| 2021 | Просто проведіть пальцем                    | Just Swipe                                      | Колін                             |
| 2022 | На північ від 10                            | North of the 10                                 | Метт Даунс                        |
| 2022 | Вовча гора                                  | Wolf Mountain                                   | Джеймс                            |